# Journet
Journet är en kommun i departementet Vienne i regionen Nouvelle-Aquitaine i västra Frankrike. Kommunen ligger i kantonen La Trimouille som tillhör arrondissementet Montmorillon. År 2022 hade Journet 368 invånare.

## Befolkningsutveckling
Antalet invånare i kommunen Journet
| Referens: INSEE |